# Blitzen Trapper
Blitzen Trapper is een Amerikaanse in Portland (Oregon) gevestigde experimentele country/folk/rockband die is geassocieerd met Sub Pop Records, Vagrant Records en Lojinx. De band werd geformeerd in 2000 en opereert momenteel als een kwintet, met Eric Earley (gitaar/harmonica/zang/keyboard), Erik Menteer (gitaar/keyboard), Brian Adrian Koch (drums/zang/harmonica), Michael Van Pelt (bas) , en Marty Marquis (gitaar/keyboards/zang/melodica). Blitzen Trapper bracht zijn eerste drie albums in eigen beheer uit. Wild Mountain Nation was nummer 98 op de Rolling Stone lijst van de 100 beste nummers van 2007.
Blitzen Trapper bracht in 2007 zijn derde album Wild Mountain Nation uit, dat veel bijval kreeg van critici als Pitchfork Media, The Nerve en Spin Magazine. De groep tekende in de zomer van 2007 bij Sub Pop Records.
Na het uitbrengen van Furr in 2008 kreeg de band een verslag van twee pagina's in Rolling Stone. Het album stond op nummer 13 in Rolling Stone's beste albums van 2008, terwijl het titelnummer nummer 4 was bij de beste singles van 2008 van het tijdschrift. De albums Destroyer of the Void en American Goldwing volgden, met even hoge bijval.
Op 1 oktober 2013 bracht de band VII uit, hun eerste bij Vagrant Records in de Verenigde Staten. Het album verscheen ook bij het Britse indielabel Lojinx in Europa op 30 september. Medio december 2014 bracht de band in eigen beheer hun eerste live-album Live In Portland uit, gevolgd door de exclusieve Record Store Day, een live-coveralbum van de Harvest-plaat Live Harvest van Neil Young. Hun achtste studioalbum All Across This Land werd uitgebracht op 2 oktober 2015. Hun negende studio-publicatie, een terugkeer naar het eigen label LidKerCow, heet Wild and Reckless en werd uitgebracht op 3 november 2017.

## Bezetting
- Eric Early (zang, gitaar, keyboards, harmonica, banjo)
- Erik Menteer (gitaar, percussie, moog-synthesizer)
- Brian Adrian Koch (drums, achtergrondzang)
- Michael Van Pelt (e-basgitaar, percussie, harmonica)
- Marty Marquis (ritmegitaar, keyboards, achtergrondzang, harmonica, melodica)

## Geschiedenis

### 2000-2003: De jaren van Garmonbozia
De band die bekend zou komen te staan als Blitzen Trapper, begon in 2000 onder de naam Garmonbozia. De bezetting uit Portland bestond uit songwriter/zanger Eric Earley, Erik Menteer (gitaar, keyboard), Brian Adrian Koch ( drums, zang), Michael Van Pelt (bas), Drew Laughery (keyboard) en Marty Marquis (keyboard, zang). Veel van de Garmonbozia-opnamen zijn experimentele prog-rock en psychedelische nummers, meer gericht op het creëren van interessante soundscapes dan de strakkere rock/soul/country/pop-scherpte van hun latere albums. Hun eerste bekende opname als band is naamloos en onvolledig, slechts de twee nummers Something Blue en Oklahoma blijven. Oklahoma is een grotendeels instrumentale suite die niettemin popelementen bevat, terwijl Something Blue een prog-rockstuk is met geluidssamples, geluidseffecten en ruis. De twee benaderingen van deze zeer vroege nummers verwijzen naar latere songstructuren tijdens hun pre-label albums, tot en met hun doorbraakalbum Wild Mountain Nation.
In 2001 explodeerde de output van de band, toen ze zelf vier albums met zelfgemaakte kunstwerken opnamen, die ze tijdens concerten verspreidden. 1940, de eerste van de vier, bevatte een vroege versie van Lover Leave Me Drowning, die later zou verschijnen op het Blitzen Trapper-album Destroyer of the Void. Dit werd al snel gevolgd door het acht nummers tellende Perms, Porn & the Gestalt. Ongebruikelijk waren de kortere nummers (zoals Fugue in Five Parts (2:10) die meer neigen naar het experimentele, terwijl het langste nummer Lover In Tow (7:13) structureel vergelijkbaar is met het vroege Oklahoma met op gitaar gebaseerde melodieën en een popgevoeligheid. Tremolopsi! volgde, opnieuw met prog-elementen en structuren. De band verwerkt bijvoorbeeld drie fantasieën op het redelijk rechttoe rechtaan pop-rocknummer Tallahassee met als ondertitel Theme Variatours. Het laatste album Omnibus and the Baker's Man (A Pretext For Black Movie Magic) uit 2001, bevat de eerste bekende opname van Reno, een nummer dat zijn weg zou vinden naar het eerste album van Blitzen Trapper. De band speelde ook live volledige sets bij de radiostations KBOO en KPSU in 2001.
De band ging terug naar de studio om Boom uit 2002 op te nemen, dat een zeer vroege versie van het nummer Sadie bevat. Een meer gepolijste versie van het nummer zou later het album Destroyer of the Void van Blitzen Trapper afsluiten in 2010. De nummers van de band kwamen steeds meer dichter bij de nummers die op albums van de Blitzen Trapper-incarnatie zouden komen. Hun laatste studio-opname R | L uit 2002 bevatte vroege versies van verschillende nummers die zouden verschijnen op de gelijknamige eerste plaat van Blitzen Trapper, waaronder AppleTrees, The All Girl Team en Texaco.
Het laatste statement van de band als Garmonbozia was de studioplaat Duble Pepy Majik Plus, een lp met 18 nummers die zich uitbreidt op de R | L-tracklijst en met nog meer nummers die later op het album Blitzen Trapper zouden verschijnen, waaronder Donkie Boy en Ansel and Emily DeSader. (Een ep met nummers die uit deze laatste twee studioplaten zijn geknipt, getiteld UNRL of misschien UNR | L, bevat de eerste versie van Asleep For Days, die zou verschijnen op Field Rexx uit 2004). Geen van deze opnamen is ooit commercieel beschikbaar gesteld, hoewel veel van deze opnamen zijn verspreid tijdens Garmonbozia-concerten in Portland en later af en toe op internet zijn opgedoken.

### 2003–2007: Pre-label
In 2003 veranderde de band hun naam in Blitzen Trapper, naar verluidt een verwijzing naar de vriendin van zanger Eric Earley, die een Trapper Keeper-map bewaarde en er foto's van de kerstman en zijn rendieren op maakte, haar favoriete rendier was Blitzen. Na de naamsverandering bracht de band in 2003 eindelijk hun eerste commerciële album uit, de gelijknamige Blitzen Trapper op hun eigen label LidKerCow Ltd. Op 2 december 2003 keerde de band terug naar radiostation KPSU en nam hun eerste liveshow op onder de naam Blitzen Trapper, waarbij ze nummers van hun eerste album speelden en een voorproefje gaven van enkele, waaronder Leopard's Will to Live en 40 Stripes, van hun volgende album. Ondanks deze lokale publiciteit had het album Blitzen Trapper aanvankelijk niet veel indruk gemaakt en werd al snel gevolgd door Field Rexx uit 2004, ook uitgebracht bij LidKerCow. Voor het eerst kreeg Blitzen Trapper landelijke aandacht. Pitchfork, de in Chicago gevestigde recensiesite voor popcultuur, beoordeelde het album en gaf het een indrukwekkende 7,0 op 10.
Blitzen Trapper worstelde met hun vervolg op Field Rexx. Eric Early nam een nieuw album Trapper op op een twee-tracks reel-to-reel in zijn slaapkamer, maar net als de Garmonbozia-platen werd Trapper niet uitgebracht. Als band nam Blitzen Trapper een volledig album op met de nummers Waking Bullets at Breakneck Speed (alternatief getiteld BT3 en All Saints in verschillende stadia van de productie). Ze werkten samen met de producenten Mike Coykendall en Gregg Williams om enkele nummers voor de nieuwe plaat op te nemen, maar het project werd opgeschort. Wright bracht vervolgens een promo-ep uit voor blogs met de titel Blitzen Trapper Advance Album Sampler Promo Thingy met het nummer On a Dime, dat later werd opgenomen op het in Portland ontstane PDX Pop Now! compilatiealbum uit 2006. Dit maakte de weg vrij voor het doorbraakalbum Wild Mountain Nation uit 2007, dat Earley beschrijft als 'een plaat die klonk alsof hij was geschreven door een dronken vogelverschrikker die achter een vrachtwagen was gesleept'. Hun definitieve zelf-uitgebrachte volledige studiorecord Nation vond zelfs meer bijval bij critici dan Field Rexx. Rolling Stone noemde het nummer een van de beste van 2007 en plaatste het op nummer 98. Het invloedrijke tijdschrift Spin promootte een exclusief nummer met de titel Boss King, waarmee de groep bekend werd, ondanks het feit dat het nummer niet op de nieuwe plaat stond.
In september 2007 hield de veelgeprezen indiestudio Daytrotter hun eerste interview met Blitzen Trapper en nodigde de band uit om vier akoestische nummers uit te voeren. Dit was het begin van een lange relatie tussen de band en de studio. Een maand later bracht de band hun eerste ep uit, met outtakes van Wild Mountain Nation (inclusief Boss King), evenals Jericho, een nummer van de Daytrotter-sessie dat het eerste nummer van Blitzen Trapper is waarop Earley niet is opgenomen op leadzang (Marty Marquis, die het nummer schreef, doet de honneurs).
In 2007 tekende Blitzen Trapper bij het indielabel Sub Pop.

### 2008–2012: Sub Pop Records

#### Furr
In september 2008 bracht Blitzen Trapper hun eerste plaat Furr uit voor Sub Pop Records, die bijna universele kritieken kregen. Net als bij Wild Mountain Nation, werd het nieuwe album opgenomen in een oud telegraafgebouw aan de rivier Willamette in Portland in de studio van de band in Sally Mack's School of Dance. Hoofdschrijver en leadzanger Eric Earley, die in wezen in de studio woonde, werkte 's avonds laat aan veel van de nummers. Een van de belangrijkste componenten van het geluid van het album was een nauwelijks bruikbare, ontstemde piano die op een dag in de studio werd ontdekt en die op de nummers Not Your Lover en Echo stond.
Het album was meteen een kritische hit. Rolling Stone gaf het vier van de vijf sterren en noemde het een boeiend album vol rootsy schoonheid. Het tijdschrift profileerde de band ook in het twee pagina's tellende item Blitzen Trapper's American Pastoral, vermeldde Furr op zijn 50 beste albums van 2008 en het titelnummer op nummer 4 op zijn 100 beste singles van 2008.
Meer lovende kritieken volgden: The A.V. Club noemde Furr Blitzen Trappers meest gefocuste album tot nu toe in zijn A-recensie, terwijl Pitchfork het nog een 8,5 gaf. Voor de eerste keer kreeg de band bekendheid op de nationale televisie door Furr uit te voeren bij Late Night With Conan O'Brien en promootte het album verder met twee video's: één voor Furr, geregisseerd door Jade Harris en Black River Killer, een sfeervolle clip geregisseerd door Daniel Elkayam. Alle moeite heeft zijn vruchten afgeworpen: Furr was het populairste album van Blitzen Trapper tot nu toe, het bereikte nummer 189 in de Billboard 200-hitlijst, nummer 22 in de Top Independent Chart en nummer 6 in de Heatseekers-hitlijst.
De band lanceerde een indrukwekkende tournee ter ondersteuning van Furr, reisde door de Verenigde Staten en Canada en waagde zich in het buitenland naar locaties in België, Nederland, Duitsland en meer. Festivaloptredens namen toe: op 19 maart 2008 speelde de band op het prestigieuze SXSW Festival als onderdeel van de Sub Pop Showcase in de Radio Room. Daarna volgde medio september het Monolith Festival in het Red Rocks Amphitheatre in Colorado, gevolgd door een eerste optreden op 17 april 2009 op het enorm populaire Coachella Music Festival, met als headliners The Killers, en deelden de datum met artiesten als Amy Winehouse en Drive-By Truckers. Coachella was slechts het begin van het drukke 2009 van Blitzen Trapper: ze speelden op het Pitchfork Music Festival in juli en een maand later verschenen ze in Lollapalooza onder headliners Soundgarden, Green Day en Lady Gaga en in juni speelde Blitzen Trapper voor het eerst op het Bonnaroo Music and Arts Festival.
Op 18 april 2009 bracht Blitzen Trapper zijn eerste 7" vinyl single War Is Placebo/Booksmart Baby uit bij Record Store Day. De plaat was een gekleurde vinyl, beperkt tot slechts 1500 exemplaren. Bandlid Marty Marquis legde het ontstaan van de nummers uit: De A-kant maakte deel uit van de mislukte plaat Waking Bullets, de B-kant werd opgenomen als onderdeel van iets dat Earley uiteindelijk Wooden Dress and Dresser Set noemde, dezelfde bron als Going Down en Shoulder Full of You van de tournee-ep. De tournee-ep in kwestie was een cd-r van de nieuwe ep EP3 met vijf niet-albumnummers die de band op shows had verkocht. Sommige nummers, zoals Big Black Bird en Preacher's Sister's Boy waren ook overblijfselen van het afgebroken project Waking Bullets at Breakneck Speed. Een vroege versie van het nummer Silver Moon was uitgebracht als onderdeel van de Blitzen Trapper Advance Album Sampler Promo Thingy. Toen de band de collectie commercieel uitbracht via Sub Pop, voegden ze de Furr-versie van dit nummer toe aan het nummer Black River Killer. Bijgevolg is de naam veranderd van EP3 naar Black River Killer ep. De ep slaagde erin om een aanzienlijke sprong te maken in de Billboard-hitlijsten en eindigde op nummer 22 in de Heatseekers-hitlijst.

#### Destroyer of the Void
Met de voorbije tournee was een nieuw album op handen. Bandlid Marty Marquis zinspeelde op de richting van het nieuwe album en verklaarde: We hebben een heleboel nieuw materiaal en zijn ook teruggegaan en hebben gekeken naar een heleboel niet-uitgebrachte dingen waarvan we denken dat het echt sterke nummers zijn die een bijdrage zouden leveren met de nieuwe dingen, verder uitleggend dat het nummer The Tailor een heel gek, psychedelisch verhaal in de trant van Furr zou zijn, maar de arrangementen zijn niet zo folky en eenvoudig.
Marquis bedacht ook de naam voor het nieuwe album, Destroyer of the Void. Uitgebracht in 2010, werd het grootste deel van Destroyer opgenomen door Mike Coykendall (zoals sommige van de eerdere, meestal mislukte nummers van Waking Bullets at Breakneck Speed) en gemixt door Earley en bassist Michael Van Pelt in Coykendalls Blue Rooms Studios in Portland. National Public Radio zorgde eind mei 2010 voor een volledige stream van het album. Regisseur Daniel Elkayam, die eerder de video Black River Killer had geregisseerd, creëerde een mystieke, zacht verlichte clip voor The Tree van het album (met Alela Diane).
Prepubliciteit kwam ook van binnenuit: drummer Brian Adrian Koch maakte een griezelige, horrorfilm-achtige promovideo voor het album, een hint naar de nieuwe sonische richtingen van het album. De onlangs vernieuwde website van de band bood een stream van het album Dragon Song en een download van een demoversie van Heaven and Earth aan.
Blitzen Trapper werd uitgenodigd door de invloedrijke rockband Pavement om op het All Tomorrow's Parties-festival te spelen op 15 mei 2010. Op 21 mei 2010 speelde de band een volledige televisieset bij het Nederlandse VPRO-omroepnetwerk, met de nadruk op het uitlichten van de nummers van het nieuwe album, waaronder Destroyer of the Void, Love and Hate, Evening Star en meer. De band speelde het album Dragon Song bij Late Night With Jimmy Fallon op 17 juni van dat jaar en nam als onderdeel van een uitgebreide tournee in de Verenigde Staten en daarbuiten deel aan het Crossing Border Festival in Amsterdam, een van de grootste muziek- en literatuurfestivals in Europa, evenals het Newport Folk Festival in juli. Recensies voor het album waren goed. Na de tournee verliet oud-bandlid Drew Laughery de band, omdat Eric Earley ongeduldig was om met het nieuwe album aan de slag te gaan.

#### American Goldwing
Het schrijven van American Goldwing ging gemakkelijk voor Eric Earley. In zijn Sub Pop-beoordeling van de band en zijn eigen songwriting, geeft Earley een tragedie aan die het schrijven en opnemen van het album aanspoorde. Ondanks het zeer persoonlijke karakter van de songwriting (Earley gaf zelfs aan dat de plaat oorspronkelijk bedoeld was als solo-inspanning), werd American Goldwing het eerste Blitzen Trapper-album waarop makers buiten de band werden uitgenodigd om mee te werken. Bassist Michael Van Pelt stelde voor om de Grammy-winnende producent en audio-technicus Tchad Blake in te schakelen om het album te mixen, en de in Portland gevestigde producent Gregg Wiliams (Quarterflash, The Dandy Warhols), die enkele van de nummers had opgenomen voor het project Waking Bullets at Breakneck Speed, co-produceerde alle nummers op de plaat.
Sub Pop heeft twee trailervideo's voor het album uitgebracht, een rechttoe rechtaan clip met Earley die achter in een vrachtwagen rijdt, onderstreept door muzikale fragmenten van Might Find it Cheap en Stranger in a Strange Land en een meer surrealistisch filmtrailervideo, met een verteller met een spookachtig-verleidelijk Frans accent, moorddadige clowns en lichamen die in zwembaden drijven, gebaseerd op Street Fighting Sun. De band zette de leuke, griezelige sfeer voort en bracht de korte film The Blitzen Trapper Massacre uit, geproduceerd en geregisseerd door komiek en acteur Rainn Wilson (van The Office van NBC, met in de hoofdrol een psychotische fan) en Joshua Homnick en geschreven door Wilson en Brian Adrian Koch van Blitzen Trapper. De film debuteerde op de site Funny Or Die. Niet minder dan drie officiële muziekvideo's vergezelden het album: Love the Way You Walk Away, de eerste video met de volledige band in een live-action uitvoering, geregisseerd door Patrick Stanton; Girl in a Coat, geregisseerd door regisseur Daniel Elkayam van Black River Killer en The Tree, en Taking It Easy Too Long, geregisseerd door Blitzen Trapper-drummer en filmmaker Brian Adrian Koch. Daarnaast regisseerde regisseur en fotograaf Rich Tarbell een reeks live-optredens voor WNRN, een openbaar radiostation in Charlottesville, Virginia. Ten slotte, in afwachting van de nieuwe volledige plaat, nam de band opnieuw deel aan Record Store Day op 16 april 2011, met de 7" vinyl single Maybe Baby/Soul Singer. Er werden slechts 1500 exemplaren van de single geproduceerd en allemaal met een downloadcode.
Blitzen Trapper bracht op 13 september 2011 American Goldwing uit, met overwegend positieve recensies. Op de publicatiedatum speelde de band een liveoptreden van voornamelijk nieuwe nummers (en een Led Zeppelin-cover) in de winkel bij Easy Street Records in Seattle, Washington. Het album maakte ook furore in verschillende Billboard-hitlijsten en bereikte nummer 104 in de Billboard 200, nummer 32 in Top Rock Albums, nummer 20 in de Alternative Albums-hitlijst, nummer 19 in de Tastemaker-hitlijst en als nummer 4 in de Folk Albums-hitlijst. Een grote tournee volgde, met optredens op festivals als Bumbershoot, Doe Bay, Blues & Roots en het Newport Folk Festival, een co-headlining-inpassing op het Pickathon-festival van 2012 en verschillende shows waarin Blitzen Trapper speelde met de populaire en invloedrijke alt-rockband Wilco. In april 2012 bracht de band opnieuw een 7" single uit voor Record Store Day, dit keer een cover van Jimi Hendrix' versie van Hey Joe, ondersteund met Skirts On Fire. Het was de grootste gelimiteerde publicatie tot nu toe: 1800 exemplaren, geperst op geel vinyl.
Na de tournee ging de band terug in het verleden. Op de volgende Record Store Day (20 april 2013) en ter viering van het tienjarig jubileum als Blitzen Trapper, bracht de band een geremasterde vinylversie uit van hun eerste, gelijknamige album op vinyl, met vijf opgegraven bonusnummers. Specifiek geremasterd voor vinyl door Bruce Barielle, werden er slechts 1.000 zwarte vinyl-exemplaren gedrukt, met 200 'Coke bottle clear'-platen, willekeurig gemengd met de publicatie; alle exemplaren bevatten een digitale downloadcode. Rolling Stone luidde de nieuwe publicatie in met een streaming-preview van het bonusnummer On a Tuesday.
Ondanks de blik in het verre verleden, ging de band ook een nieuwe toekomst tegemoet. Blitzen Trapper bereidde zijn zevende studioalbum voor, met een ietwat nieuwe richting... en een nieuw platenlabel.

#### 2013–2016: Vagrant Records

##### VII
Op 1 oktober 2013 bracht Blitzen Trapper hun zevende album uit met de toepasselijke titel VII bij Vagrant Records, hun eerste album met een nieuw label sinds Furr uit 2008. De vroege mediahype voor VII was sterk, met de band die een korte liveset speelde voor de huidige studio's (met de nieuwe nummers Shine On, Thirsty Man en Don't Be a Stranger.) Rolling Stone biedt een exclusieve stream van het nieuwe nummer Ever Loved Once en het in Chicago gevestigde radiostation WXRT biedt een gratis download van het nummer Shine On, compleet met een commentaarnummer van Earley en gastvocaliste Liz Vice. In december, twee maanden nadat het album was uitgebracht, volgde de zender deze weggeefactie op met een nieuwe: een gratis download van het nummer Thirsty Man, ook van VII. Thirsty Man werd ook uitgebracht als single op iTunes, met de extra niet-album nummers The Prophet en Plenty of Thrills.
Deze single deed het erg goed voor Blitzen Trapper, aangedreven door een muziekvideo en geregisseerd door de in Portland gevestigde fotograaf Robbie Augspurger. Voor de eerste keer ooit plaatste de band zich in een singlehitlijst op Billboard met Thirsty Man op nummer 29 in de Adult Alternative Songs-hitlijst. Het album zelf deed het goed in de hitlijsten, met een piek op nummer 41 in de Independent Albums-hitlijst en nummer 11 in de Folk Albums-hitlijst.
Een tournee ter ondersteuning van het record volgde, met optredens op festivals zoals het Cultivate Music Festival, het First City Festival, het Mountain Jam Festival en het 2013 FloydFest (thema: Rise & Shine), het populaire wereldmuziek- en kunstfestival dat jaarlijks wordt gehouden in de buurt van Floyd, Virginia. De tournee ging door in 2014, inclusief twee langere optredens in de Doug Fir Lounge in Portland en een optreden van negen shows met de invloedrijke rockband Drive-By Truckers. In februari bracht Rolling Stone de streamingversie Coming Home van VII in première. De band zou het nummer later via hun Britse label Lojinx als gratis download op Soundcloud uitbrengen. Het zou niet de laatste keer zijn dat de band dat jaar outtakes van VII uitbrengt: traditiegetrouw bracht Blitzen Trapper voor Record Store Day een nieuwe 7" vinyl single uit, bestaande uit twee niet eerder uitgebrachte nummers uit de VII-sessies: Hold On en On a Dime Woman (deze laatste is niet te verwarren met de Waking Bullets at Breakneck Speed outtake On a Dime).

##### Live In Portland
Op 17 december 2014 kondigde de band aan dat haar allereerste live-album op handen was, met nummers van drie shows die het jaar ervoor in de Doug Fir Lounge werden gespeeld op 29 en 30 november. Met de titel Live In Portland, zouden de nummers die voor deze plaat werden geselecteerd redelijk gelijkmatig verspreid zijn over de carrière van Blitzen Trapper, met één nummer van de ep Cool Love #1, twee nummers van Wild Mountain Nation, drie van VII, vijf van American Goldwing (inclusief de bonustrack Street Fighting Sun) en zes nummers van Furr. Live In Portland zou geen nummers bevatten van Blitzen Trapper, Field Rexx of Destroyer of the Void. In plaats van een fysiek album of een album uit te brengen via mediakanalen zoals iTunes, maakte Blitzen Trapper Live In Portland gratis downloadbaar (of streaming), of als een 'name your price' download via de website Bandcamp.
Nog afgezien van de heruitgave van hun gelijknamige eerste album in 2013, is Live In Portland het eerste volledige album dat is uitgebracht op het persoonlijke label LidKerCow van Blitzen Trapper sinds Wild Mountain Nation uit 2007.

##### Live Harvest
Op 14 februari 2015 kondigde de band aan dat hun volgende publicatie ook een live-album zou zijn, opgenomen in de Doug Fir Lounge, dit keer exclusief voor Record Store Day. Live Harvest, opgenomen op 17 oktober in de Doug Fir Lounge in Portland aan het einde van de VII-tournee is een song-voor-song interpretatie van het album Harvest van Neil Young uit 1972. Live Harvest werd op 18 april uitgebracht als een vinyl-lp van 180 gram met een downloadkaart.
Terwijl Eric Earley de leadzang doet op de meeste nummers van het album, zingt toetsenist Marty Marquis de leadzang op A Man Needs a Maid, terwijl drummer Brian Adrian Koch voor het eerst de hoofdrol zingt in The Needle and the Damage Done. De band lanceerde een korte tournee ter ondersteuning van de plaat, inclusief stops bij verschillende City Winery-locaties in New York, Nashville en Chicago, waar ze Harvest in zijn geheel speelden, evenals Blitzen Trapper-nummers.

##### All Across This Land
Op 22 april 2015 kondigde de band aan dat het nieuwe album All Across This Land op 2 oktober zou worden uitgebracht via Vagrant Records in de Verenigde Staten en bij Lojinx in Europa. De officiële site van de band bevestigde dit op 22 juli 2015 met het verstrekken van albumkunst en een volledige lijst met tourneedata.
De band begon het nieuwe nummer Rock & Roll Is Made For You te spelen tegen het einde van de Live Harvest-tournee en terwijl Delaware Online suggereerde dat dat de titel van het nieuwe album zou kunnen zijn, werd het gerucht al snel verdreven door Marty Marquis.
Een andere korte tournee volgde op de officiële Live Harvest-tournee, die begon in WhiskeyTown in Portland. In afwachting van de derde show van de tournee in de Top Hat Lounge in Missoula (Montana), maakte website Missoulan de echte naam van het nieuwe album All Across This Land bekend. De site gaf ook aan dat het optreden niet alleen nummers van Live Harvest zou bevatten, maar ook enkele nummers van het nieuwe album. Na de show bevestigde het officiële Twitter-account van de band dat een aantal van de nummers die de vorige avond werden gespeeld, fragmenten waren van de nieuwe plaat: Lonesome Angel, Rock N Roll Was Made For You, Mystery & Wonder, Across the River en All Across This Land. Het Britse label Lojinx van de band bracht op 17 juli een albumtrailer uit voor de nieuwe plaat en de band gaf op 22 juli een officiële beoordeling van het album en bood een gratis stream van het nieuwe nummer Lonesome Angel aan op hun Soundcloud-account.
Na de publicatie van het album op 2 oktober 2015 ging Blitzen Trapper op tournee door de Verenigde Staten die tot het einde van het jaar duurde. Begin 2016 maakten ze de tournee naar het Verenigd Koninkrijk, die in februari begon in Le Botanique in Brussel.
Op 16 november 2015 zond de tv-show Fargo de aflevering Rhinoceros uit, met Blitzen Trappers cover van het nummer I Am a Man of Constant Sorrow. Het lied verscheen later op 15 januari 2016, als onderdeel van een ep met de tweede single Mystery & Wonder van All Across This Land en een liveversie van Let the Cards Fall.

##### Live at Third Man Records
Blitzen Trapper's eerste nieuwe opname van 2016 was het nummer Summer Rain, uitgebracht als onderdeel van Amazons Sounds of Summer-afspeellijst. Aangekondigd door Rolling Stone op 13 mei (met een link om het nieuwe nummer te streamen), werd de afspeellijst exclusief vrijgegeven voor streaming op 3 juni.
Op 5 juli 2016 kondigde de band de nieuwe akoestische herfsttournee Songbook: A Night of Stories and Songs aan. Aanvankelijk was de tournee gepland voor midwest en zuidelijke data, maar op 23 augustus kondigde de band ook data aan de westkust aan.
Het tijdschrift Paste kondigde op 17 augustus 2016 het derde livealbum Live at Third Man Records van Blitzen Trapper aan. De vinylopname, live opgenomen en direct op acetaat geperst op het Blue Room Stage bij Jack White's Third Man Records, werd op 1 september 2016 uitgebracht. Het album met tien nummers, dat zich voornamelijk concentreerde op liveversies van nummers van All Across This Land, bevatte ook Texaco en Love the Way You Walk Away, twee liveversies van nummers van eerdere studioalbums die niet op hun vorige livealbum Live in Portland waren verschenen. Op 15 augustus 2016 maakte de band via hun Facebook-pagina bekend dat ze begonnen waren met het opnemen van hun negende studioplaat.

### 2017–heden: Terug naar LidKerCow

##### Wild and Reckless
Medio augustus 2016 begon Blitzen Trapper met het opnemen van wat ze Record #9 noemden. Drie tweets op hun Twitter-account legden de band vast in de studio: een video van Koch die een drumnummer neerzet, plus twee foto's: een van Earley bij een Hammond B3-orgel en een andere van Earley en Marquis bij keyboards.
Eind 2016 kondigde de website voor Portland Center Stage in The Armory een nieuwe theatrale ervaring aan met Blitzen Trapper.
Wild and Reckless, aangekondigd als een nieuw muzikaal evenement, werd mede geregisseerd door Rose Riordan en Liam Kaas-Lentz; optredens liepen van 16 maart 2017 tot 30 april 2017. De band bracht een begeleidend album in beperkte oplage uit met tien nummers - Black River Killer (van Furr), Below the Hurricane (van Destroyer of the Void) en Astronaut (van American Goldwing), samen met zeven nummers die exclusief zijn opgenomen voor Wild and Reckless. De uitgave was beperkt tot slechts 500 vinylpersingen en 500 cd's, die alleen tijdens optredens van de show werden verkocht. In afwachting van de show heeft Entertainment Weekly via SoundCloud een voorvertoning gegeven van een van de nieuwe nummers, Love Live On.

## Schrijfwerk
Bandleider Eric Earley, die op driejarige leeftijd begon met het spelen van muziek, schrijft de meeste muziek van de band. Op 16 november 2015 noemde het tijdschrift American Songwriter Blitzen Trapper, in het bijzonder Earley, als Songwriter van de Week. Earley noemde Michael Stipe, Jay Farrar van Son Volt, Bob Dylan en Neil Young als belangrijkste songwriting-invloeden.

## Discografie

### Studioalbums
- 2003: Blitzen Trapper (Lidkercow Ltd.)
- 2004: Field Rexx (Lidkercow Ltd.)
- 2007: Wild Mountain Nation (Lidkercow Ltd. / Sub Pop (Europa))
- 2008: Furr (Sub Pop)
- 2010: Destroyer of the Void (Sub Pop)
- 2011: American Goldwing (Sub Pop)
- 2013: VII (Vagrant Records / Lojinx)
- 2015: All Across This Land (Vagrant Records)
- 2020: Holy Smokes Future Jokes (Yep Roc)

### Livealbums
- 2014: Live in Portland (Lidkercow ltd)
- 2015: Live Harvest (Vagrant)
- 2016: Live at Third Man Records (Third Man)

### Album heruitgave
- 2013: Blitzen Trapper Deluxe Reissue (Lidkercow ltd)

### As Garmonbozia
- 2000: Untitled
- 2001: 1940
- 2001: Perms, Porn and the Gestalt
- 2001: Tremolopsi!
- 2002: Boom
- 2002: R | L
- 2003: Duble Pepy Majik Plus
- 2003: UNRL (ep)

### Ep's
- 2004: Blitzen Trapper Advance Album Sampler Promo Thingy (Lidkercow ltd)
- 2008: Cool Love No. 1 (Lidkercow ltd)
- 2009: Black River Killer (Sub Pop Records)

### 7" Singles
- 2009: War is Placebo / Booksmart Baby (Sub Pop Records)
- 2011: Maybe Baby / Soul Singer (Sub Pop Records)
- 2012: Hey Joe / Skirts On Fire (Sub Pop Records)
- 2014: Hold On / On a Dime Woman (Vagrant Records)